# Asperitas inquinata penidae
Asperitas inquinata penidae is een slakkensoort, behorend tot het geslacht Asperitas. De soort komt vooral voor in Indonesië.